# Élections régionales néo-calédoniennes de 1988
 (août 2025).
Si vous disposez d'ouvrages ou d'articles de référence ou si vous connaissez des sites web de qualité traitant du thème abordé ici, merci de compléter l'article en donnant les références utiles à sa vérifiabilité et en les liant à la section « Notes et références ».
Les élections régionales de 1988 eurent lieu le 24 avril pour élire le congrès du Territoire et les quatre nouveaux conseils de région créés par la loi portant statut de la Nouvelle-Calédonie du 22 janvier 1988 (dite du « statut Pons II »). Le précédent congrès et les anciens conseils de régions, élus lors des élections régionales du 29 septembre 1985, ont été dissous le jour de la publication de la loi.

## Contexte
Les élections régionales de 1988 dans un contexte de recrudescence des tensions entre partisans et opposants de l'indépendance, dans le cadre de la période dite des « Évènements ». Le Front de libération nationale kanak et socialiste (FLNKS), fédération de plusieurs partis indépendantistes, de Jean-Marie Tjibaou, était revenu dans le jeu institutionnel à l'occasion des élections régionales de 1985. Puis, face à la nouvelle politique gouvernementale mise en place par la majorité RPR - UDF arrivée au pouvoir en 1986 (plus favorable au camp anti-indépendantiste que le PS, pour sa part plus proche des indépendantistes), à l'acquittement définitif pour légitime défense le 29 octobre 1987 des « embusqués de Hienghène » (qui avaient tués dans une embuscade le 5 décembre 1984, soit après la mise en place des Comités de lutte et des barricades indépendantistes, dix militants du FLNKS dont deux frères de Jean-Marie Tjibaou, celui-ci réagit au jugement en déclarant : « La chasse au Kanak est ouverte ») et à de nouvelles tensions (un jeune kanak de 17 ans, qui avait pris la fuite face à une opération d'enquête judiciaire sur des actes de délinquance à la tribu de Saint-Louis, est tué le 6 novembre 1987, entraînant de violents affrontements entre jeunes de la tribu et gendarmes), le FLNKS retombe dans une stratégie plus clandestine et de confrontation. Il décide le 29 mai 1987 de boycotter les Jeux du Pacifique sud organisés en décembre à Nouméa et le référendum d'autodétermination prévu par le « statut Pons I » de juillet 1986 (s'il établit pour la première fois une condition pour y participer de trois ans de résidence, les indépendantistes voulaient limiter la consultation aux seuls Kanaks). Ce dernier a lieu finalement le 13 septembre 1987 : l'indépendance du pays est rejetée à 98,3 % des suffrages exprimés (et 58 % des inscrits), la participation n'étant que de 59,1 % des inscrits. 
Deux jours plus tard, après l'annonce des résultats du référendum, le Premier ministre Jacques Chirac fait une nouvelle visite sur le Territoire. Devant 20 à 25 000 personnes, il annonce sa volonté d'établir une autonomie du territoire associant toutes les tendances politiques, le maintien du pouvoir d’arbitrage de l’État, la redéfinition et le renforcement des pouvoirs des régions et la représentation du pouvoir coutumier. Il se prononce aussi pour la création de quatre collectivités, à l’Est, à l’Ouest, au Sud et dans les Îles Loyauté. Ces principes sont repris dans le « Statut Pons II » du 22 janvier 1988, qui accentue l'autonomie du Territoire par la transformation du Conseil exécutif dont le président est désormais élu par les membres du Congrès et composé des présidents des conseils de Régions et 5 membres élus par le Congrès à la proportionnelle sur scrutin de liste, tandis que le nouveau découpage régional est entériné. Le Congrès du Territoire et les Conseils de Régions élus en 1985 sont alors dissous, et un nouveau scrutin est prévu pour le 24 avril 1988, soit le même jour que le premier tour de l'élection présidentielle. Le 15 mars 1988, le principal parti anti-indépendantiste et premier mouvement en nombre de voix du Territoire, le Rassemblement pour la Calédonie dans la République (RPCR, associé au RPR métropolitain) du député Jacques Lafleur estime la revendication indépendantiste close depuis le référendum d'autodétermination de septembre 1987, et demande la dissolution du FLNKS. Celui-ci décide, comme il l'avait fait aux élections territoriales de novembre 1984, le boycott actif du premier tour de l'élection présidentielle et des élections régionales du 24 avril. 
À cette tension politique s'ajoute une recrudescence des affrontements sur le terrain. Des 19 au 23 février 1988, des incidents ont lieu à la tribu de Tiéti, sur le territoire de la commune de Poindimié : 10 gendarmes sont pris en otages puis relâchés, tandis que 15 militants indépendantistes sont arrêtés. Mais surtout, deux jours avant le scrutin, le 22 avril, des indépendantistes attaquent la gendarmerie de Fayaoué sur l'île d'Ouvéa : quatre gendarmes sont tués, 27 sont pris en otages. C'est le début de la prise d'otage d'Ouvéa. Des incidents ont lieu le même jour sur tout le Territoire, notamment à Canala, isolé par l'armée qui incendie plusieurs cases. Le FLNKS expose trois conditions à la libération des otages : l’annulation des élections régionales, le retrait des forces de l’ordre de l’île et la nomination d’un médiateur.   
Dans cette atmosphère, une seule formation indépendantiste participe au scrutin, comme en 1984, mais indirectement : le mouvement Libération kanak socialiste (LKS) du grand-chef de Guahma, sur Maré, Nidoïsh Naisseline (fondé en 1981 par des dissidents du Parti de libération kanak, ou Palika, hostiles au choix de ce dernier de quitter le Front indépendantiste et favorables à l'attitude modérée adoptée à l'époque par Jean-Marie Tjibaou). En effet, aucune liste LKS n'est officiellement présentée, Nidoïsh Naisseline n'est cette fois pas candidat et ne soutient aucune formation dans la Région des Îles Loyauté et appelle officiellement au boycott. Mais plusieurs membres du parti présentent tout de même dans les régions Est et Ouest des listes baptisées « Unir pour Construire », associés au Parti socialiste de Nouvelle-Calédonie (PSNC, issu d'une dissidence du Parti socialiste calédonien, tout autant attaché à des réformes sociales, économiques et foncières mais moins décidé sur la question de l'indépendance) de Gustave Lethezer. Ce dernier mène la liste dans l'Ouest, tandis que c'est au maire de Poindimié Francis Poadouy (qui avait mené la liste LKS dans la région Nord en 1985) que revient la première place dans l'Est.        
Le RPCR, en l'absence du FLNKS, est pratiquement sûr d'obtenir un énorme score et la direction des quatre régions. Ses têtes de liste sont Jacques Lafleur dans le Sud, l'autre député Maurice Nénou dans l'Est, le sénateur et président du Congrès sortant Dick Ukeiwé dans l'Ouest et Simon Loueckhote dans les Îles. Son principal adversaire est le Front national qui souhaite bénéficier des récents évènements et de la radicalisation du camp indépendantiste pour obtenir le même phénomène chez les anti-indépendantistes. Présidé depuis décembre 1985 par Guy George (qui a succédé au Kanak François Néoéré, accusé de malversations et exclu), il critique l'idée d'autonomie interne défendue par le RPCR, défend clairement depuis 1986 la départementalisation et a adopté un ton populiste en accusant certaines familles (dont surtout la famille Lafleur) de monopoliser l'ensemble de l'économie locale. Il a obtenu dans le même temps le renfort d'un des élus du Rassemblement, exclu de ce parti et qui avait lui-même participé à la fondation en 1983 du Front calédonien (FC) pour critiquer contre la « mollesse » du RPCR avant d'y revenir temporairement de 1984 à 1986, Justin Guillemard. De plus, pour la première fois, il avance des listes dans chacune des quatre régions, menées par Guy George dans le Sud, l'ancien gaulliste Marcel Dubois dans l'Est, Justin Guillemard dans l'Ouest (liste « Union nationale - Front national - Divers droites ») et le conteur maréen Jacques Haewegene dans les îles Loyauté (liste « Liberté, Progrès avec le Front national »). Le FN est toutefois concurrencé pour la première fois dans le Sud par la liste Front calédonien (FC, également un parti anti-autonomiste et départementaliste) de Claude Sarran, et par celle « Entente » d'Alain Dagostini (le troisième fondateur du FC avec Sarran et Guillemard en 1983) où se retrouve François Néoéré en quatrième position.

## Organisation du scrutin
Le nouveau régime électoral est défini par la loi n° 88-82 du 22 janvier 1988 portant statut de la Nouvelle-Calédonie. Le scrutin a lieu au suffrage universel direct, élisant pour un mandat de cinq ans à la proportionnelle de liste, selon la règle de la plus forte moyenne, les 48 élus des quatre Conseils de Région créés par cette réforme et dont la réunion forme le Congrès du Territoire. Le nombre de sièges par Conseil de Région est la suivante :  
- Sud (Nouméa, Mont-Dore, Yaté, Île des Pins) : 21 sièges,
- Ouest (Belep, Poum, Ouégoa, Koumac, Kaala-Gomen, Voh, Koné, Pouembout, Poya, Bourail, Moindou, Farino, Sarraméa, La Foa, Boulouparis, Païta, Dumbéa) : 11 sièges,
- Est (Pouébo, Hienghène, Poindimié, Touho, Ponérihouen, Houaïlou, Canala, Thio) : 9 sièges,
- îles Loyauté (Lifou, Maré, Ouvéa) : 7 sièges.

## Résultats
- Participation : 59,23 %

- Anti-indépendantistes : 96,89 %, 46 sièges :
- Rassemblement pour la Calédonie dans la République (droite chiraquienne anti-indépendantiste mais autonomiste, présidé par le député Jacques Lafleur) : 64,52 %, 35 sièges
- Front national (section locale du parti d'extrême droite, anti-indépendantiste, anti-autonomiste, présidé par Guy George) : 22,49 %, 8 sièges
- Front calédonien (droite nationaliste, anti-indépendantiste, anti-autonomiste, départementaliste, présidé par Claude Sarran) : 6,01 %, 2 sièges
- « Entente » (divers droite, anti-indépendantiste, anti-autonomiste, mené par Alain Dagostini) : 3,87 %, 1 siège
- Indépendantistes : 3,11 %, 2 sièges :
- « Unir pour Construire » (LKS dissidents, indépendantistes modérés) : 3,11 %, 2 sièges

### Région Sud
- Participation : 82 %

- RPCR (mené par le député Jacques Lafleur) : 13 sièges - Jacques Lafleur, Jean Lèques,  Rose Gohe, Albert Etuvé, Daniel Laborde, Pierre Frogier, Charles Lavoix, Henri Leleu, Jean-Claude Briault, Martin Hamu, Atélémo Taofifenua, Pierre Maresca, Françoise Sagnet-Chaverot.
- FN (mené par Guy George) : 5 sièges - Guy George, Liliane Loyau, Michel Therin, Bernard Herpin, Sylvain Michel.
- FC (mené par Claude Sarran) : 2 sièges - Claude Sarran, Monique Barrut.
- « Entente » (mené par Alain Dagostini) : 1 siège - Alain Dagostini.

### Région Ouest
- Participation : 56 %

- RPCR (mené par Dick Ukeiwé) : 8 sièges - Dick Ukeiwé, Robert Frouin, Harold Martin, Bernard Fayard, Sosimo Malalua, Denis Milliard, Philippe Gomès, Rose-May Babin.
- FN (mené par Justin Guillemard) : 3 sièges - Justin Guillemard, Jean-Charles Moglia, Patrick Fayard.

- « Unir pour Construire » (mené par Gustave Lethezer) : 0 siège.

### Région Est
- Participation : 29 %

- RPCR (mené par le député Maurice Nénou) : 7 sièges - Maurice Nénou, Auguste Parawi-Reybas, Henri Wetta, Théophile Ponga, Jacques Mainguet, Delin Wema, Danielle Esposito.
- « Unir pour Construire » (mené par Francis Poadouy) : 2 sièges - Francis Poadouy, Lucien Mindia.

- FN (mené par Marcel Dubois) : 0 siège.

### Région des Îles Loyauté
- Participation : 23,5 %

- RPCR (mené par Simon Loueckhote) : 7 sièges - Simon Loueckhote, Robert Naxue Paouta, Cawidrone Wakanumune, Goïne Wamo, Hnawange Hnawange, Amy Waheo, Roger Adjouhgniope.

- FN (mené par Jacques Haewegene) : 0 siège.

## Conséquences
Comme prévu, étant donné l'appel au boycott du FLNKS et de la direction du LKS, l'abstention est massive, à 40,77 %. Elle est nette au sein des Mélanésiens, comme en témoignent les très faibles participations dans les Régions Est et Îles (respectivement 29 % et 23,5 %), tandis que les électeurs se sont plus déplacés dans le Sud (82 %) et dans l'Ouest (56 %). Le RPCR se maintient comme première force anti-indépendantiste, et de loin, avec 64,52 % des suffrages exprimés rassemblés par ses listes et la majorité absolue dans les quatre Conseils de Régions (ainsi que la totalité des sièges dans les Îles). Mais le FN fait une nette percée avec 22,49 % des voix (et 21,8 % du vote anti-indépendantiste, soit près de dix points de plus qu'en 1985) et 8 sièges, dont 5 dans le Sud et 3 dans l'Ouest. Les deux autres petites formations anti-indépendantistes et anti-autonomistes obtiennent également des élus : 2 pour le Front calédonien et 1 pour l'Entente. Les élections montrent également que, malgré l'abstention, le vote anti-indépendantiste reste majoritaire au sein de la population totale (avec 57,4 % des inscrits). « Unir et Construire » réussit à réunir le faible électorat indépendantiste qui s'est rendu aux urnes, soit 3,11 % des suffrages exprimés et 2 élus obtenus dans la Région Est. 
Au Congrès du Territoire, le RPCR dispose d'une majorité absolue de 35 élus sur 48. Le 2 mai 1988, Albert Etuvé est élu président de cette assemblée, et deux jours plus tard Pierre Maresca est porté à la tête de sa commission permanente. Pour ce qui est des présidents des Conseils de Régions, qui siègent également de droit au Conseil exécutif, élus le 29 avril 1988, ils sont tous membres du RPCR : Jacques Lafleur dans le Sud, Harold Martin dans l'Ouest, Henri Wetta dans l'Est et Simon Loueckhote dans les Îles. Ils sont remplacés au Congrès (la fonction de président de Conseil de Région étant désormais incompatible avec celle de conseiller territorial) par leurs suivants de liste, soit respectivement : Christian Prost, Naco Voudjo, Marc Oiremoin et Bernard Ukeiwé (le fils du sénateur). Dick Ukeiwé est élu président du Conseil exécutif le 3 mai 1988, en même temps que les quatre autres membres de ce gouvernement local : Pierre Frogier, Martin Hamu, Charles Lavoix et Christian Prost. Par conséquent, Robert Saggio entre au Congrès et au Conseil de la Région Ouest de même que Yves Magnier, Jacques Leguere, Nicaise Ouillemon et l'écrivain Jean Van Mai arrivent au sein de l'assemblée territoriale et du Conseil de la Région Sud. Le FN obtient pour sa part un élu au Conseil exécutif, en la personne de Marcel Dubois, qui a mené la liste du parti dans l'Est mais n'a pas été élu. Le 19 mai 1988, Philippe Gomès démissionne de ses sièges de conseiller territorial et de l'Ouest, les laissant ainsi à son suivant Soané Felomaki, tandis que le maire de Nouméa Jean Lèques quitte le Congrès et le Conseil du Sud le 20 novembre suivant en faveur de Paul Maes (son suivant normal aurait dû être Jacques Saez, mais celui-ci a renoncé à son siège). 
Le premier tour de l'élection présidentielle, qui avait lieu le même jour, est également marqué par une poussée de l'extrême droite au sein des électeurs anti-indépendantistes, puisque Jean-Marie Le Pen obtient le deuxième meilleur score avec 12,93 %, loin derrière Jacques Chirac et ses 74,67 % mais devant Raymond Barre (6,13 %) et surtout le président sortant François Mitterrand (4,98 %). 
Après le scrutin, les évènements se précipitent à Ouvéa. Le lendemain, les 11 otages qui avaient été emmenés vers le sud sont libérés. En échange, six membres du GIGN acceptent d'être pris en otage volontaires. Le même jour, l'île d'Ouvéa est interdite aux journalistes, tandis que le ministre Bernard Pons arrive sur le Territoire avec des renforts de gendarmerie. Le 28 avril, c'est au tour d'éléments de la Force d'action rapide de débarquer, suivis deux jours plus tard de fusiliers marins. Finalement, le 5 mai, l'« Opération Victor » est lancée par l'État. Il s'agit de la libération par un commando, composé de militaires du GIGN, du 11e Choc et du commando Hubert, des otages de la grotte de Gossanah à Ouvéa, se soldant par la mort des militants indépendantistes qui les retenaient (19 en tout) et de deux militaires, et mettant fin à la prise d'otage d'Ouvéa. Cela choque beaucoup l'opinion en Nouvelle-Calédonie, tant anti-indépendantiste (qui vote massivement pour Jacques Chirac au deuxième tour de l'élection présidentielle avec 90 % des suffrages) qu'indépendantiste, et en France métropolitaine (qui réélit quant-à-elle François Mitterrand). Une semaine après le deuxième tour, le nouveau Premier ministre socialiste, Michel Rocard, désigne une mission de dialogue pour préparer des négociations en vue de ramener la paix en Nouvelle-Calédonie et la confie au préfet Christian Blanc, tandis que le 31 mai une information judiciaire sur les conditions de l'assaut de la grotte d'Ouvéa est ouverte. Aux élections législatives du 5 juin, les deux sortants RPCR Jacques Lafleur et Maurice Nénou sont réélus dès le premier tour dans les nouvelles circonscriptions. 
Quoi qu'il en soit, eux-mêmes marqués par les évènements d'Ouvéa, les dirigeants des deux camps décident de discuter un apaisement et se rencontrent le 15 juin à l'Hôtel Matignon, où a lieu la « poignée de main historique » entre Jacques Lafleur et Jean-Marie Tjibaou. Cela aboutit à la signature de l'Accord tripartite de Matignon (entre l'État et les représentants des deux forces antagonistes locales) le 26 juin, complété le 19 août par l'Accord d'Oudinot (du fait qu'il est signé au ministère de l'Outre-mer, rue Oudinot à Paris) qui précise les points sur le corps électoral, le découpage des provinces et l'amnistie. Les deux accords sont réunis sous le nom général d'Accords de Matignon ou encore d'Accords de Matignon-Oudinot. Le FLNKS les entérine à sa convention de Nindiah à Houaïlou le 11 septembre (à l'exception du FULK de Yann Céléné Uregei qui quitte le Front et milite contre les accords), par le RPCR et finalement par la population française lors d'un référendum sur l'autodétermination en Nouvelle-Calédonie tenu le 6 novembre. L'abstention nationale est particulièrement forte (63,11 %), mais le « oui » l'emporte à 80 %. Sur le Territoire, l'abstention s'élève à 36,7 %, le « oui » est voté à 57,03 %, alors que le « non » a été choisi par 67 % des électeurs dans la Région Sud. Le pays gagne un nouveau statut, précisé par la loi référendaire portant dispositions statutaires et préparatoires à l'autodétermination de la Nouvelle-Calédonie en 1998 du 9 novembre 1988 : les Régions sont remplacées par trois Provinces (Sud, Nord, Îles Loyauté) et la réunion des trois Assemblées provinciales, élues pour 6 ans, forment le Congrès du Territoire. L'exécutif revient au Haut-Commissaire, assisté d'un Comité consultatif, composé des présidents et vice-présidents des trois provinces et du président ainsi que l'un des vice-présidents du Congrès. À cela il faut ajouter deux conseils spécialisés consultatifs : le conseil économique et social et le conseil consultatif coutumier qui réunit les représentants des huit aires coutumières. Le référendum d'autodétermination doit avoir lieu entre le 1er mars et le 31 décembre 1998. Cela marque la fin de la période de violences dite des « Évènements », et les premières élections provinciales sont prévues pour le 11 juin 1989.  
La décision ne fait toutefois pas l'unanimité, et cela dans les deux camps. Du côté indépendantiste, outre le fait que le FULK quitte le Front, Jean-Marie Tjibaou et Yeiwéné Yeiwéné sont assassinés par un militant indépendantiste radical, et ancien élu du Congrès de 1985 à 1988, qui s'estime trahi, Djubelly Wéa, le 4 mai 1989. Du côté anti-indépendantiste, le vote du « non » à 60,08 % dans le Sud (dont 63 % à Nouméa) lors du référendum montre le trouble de cet électorat, tandis que le FN, le FC et l'« Entente » s'opposent aux accords.